# Litocampa pucketti
Litocampa pucketti är en urinsektsart som beskrevs av Otto Conde och Camille Bareth 1996. Litocampa pucketti ingår i släktet Litocampa och familjen Campodeidae. Inga underarter finns listade i Catalogue of Life.